# Midden-Perm Extinctie
De Midden-Perm-massa-extinctie of Capitaniaanse extinctie was een grote massa-extinctie die ongeveer 260 miljoen jaar geleden plaatsvond. Toch werd deze massa-extinctie pas in 2015 algemeen erkend als een van de grotere extincties. In dat jaar vonden wetenschappers immers op Spitsbergen bewijzen dat dieren in de ondiepe, koele wateren van de Noordpool op grote schaal uitstierven. Eerder had men reeds soortgelijke bewijzen gevonden in tropische wateren. Dit wees er dus op dat de catastrofe die zich op het einde van het Capitaniaan voordeed een mondiaal fenomeen was.

## Mogelijke verklaringen
Als reden voor deze massa-extinctie wordt vooral aan anoxie (zuurstofgebrek) gedacht. Samenvallend met de massa-extinctie merkten wetenschappers immers op dat in deze periode het zuurstofpeil aanzienlijk was teruggelopen. Ook bestaat het vermoeden dat deze periode een serieuze oceaanverzuring kende. De kans is groot dat ook dit (deels) verantwoordelijk voor de massa-extinctie kan zijn.

## Opvallend
Opmerkelijk is het feit dat deze massa-extinctie nauwelijks 10 miljoen jaar voor de grote Perm-Trias-massa-extinctie plaatsvond. Toen de eerste bewijzen voor een massa-extinctie op het einde van het Capitaniaan de kop opstaken dachten wetenschappers dan ook dat het om een geïsoleerd voorval ging of om de eerste voorloper van deze grote Permiaanse extinctie. Pas later werd duidelijk dat de Midden-Perm-massa-extinctie een op zichzelf staande extinctie vormde.

## Omvang van de ramp
Over de omvang van de extinctie tasten paleontologen alsnog in het duister. Sommigen beweren dat de extinctie de grootte had van de Krijt-Paleogeengrens die het einde van de dinosauriërs betekende. Anderen stellen dan weer dat het al bij al nog wel meeviel met deze extinctie. Het staat echter wel vast dat het leven op Aarde na deze extinctie de kans heeft gekregen om zich te herstellen. Een geluk want tien miljoen jaar na deze extinctie werd onze planeet getroffen door de grootste massa-extinctie ooit: de Perm-Trias-massa-extinctie, die naar schatting zo'n 97% van alle gekende diersoorten uitroeide. Indien deze grote extinctie sneller op de Midden-Perm-massa-extinctie was gevolgd had de massa-extinctie mogelijk nog zwaardere gevolgen voor het leven op Aarde gehad.